# Povolškofinski jezici
Povolškofinski jezici (Finsko-povolški jezici), skupina finskih jezika kojim se služe Povolški Finci u području rijeke Volge u Rusiji. Sastoji se od četiri živa jezika i nekoliko nestalih, muromski, merja i meščerski, kojim su govorili istoimeni narodi, Meščera, Muroma i Merja. 
Živi jezici čine dvije uže skupine, marijsku i mordvinsku. Marijska se sastoji od istočnog jezika [mhr] kojim govore Livadski Marijci, i zapadnog [mrj] kojim govore Brdski Marjci. Mordvinsku podskupinu čine erzja [myv], jezik naroda Erzja i mokša [mdf], jezik naroda Mokša.

## Vanjske poveznice
- Finno-Ugric languages
- Subgrupo Volga-finés